# 잃어버린 세계를 찾아서 2: 신비의 섬
잃어버린 세계를 찾아서 2: 신비의 섬(Journey 2: The Mysterious Island)은 2012년 개봉한 미국의 영화이다. 2008년에 개봉한 영화 잃어버린 세계를 찾아서의 후속 작품이다. 편집 소프트웨어 중 하나로 모카 프로가 사용되었다.

## 출연
- 드웨인 존슨 - 행크 파슨스(Hank Parsons)
- 조시 허처슨 - 숀 앤더슨(Sean Anderson)
- 버네사 허진스 - 카일라니(Kailani)
- 마이클 케인 - 알렉산더 앤더슨(Alexander Anderson)
- 루이스 거스만 - 가바토(Gabato)
- 크리스틴 데이비스 - 엘리자베스 앤더슨(Elizabeth Anderson)
- 안나 콜웰 - 제시카
- 마이클 비즐리 - 마커스
- 스테판 카우딜 - 경찰
- 브랜스컴 리치몬드 - 투어 가이드